# Фридрих, Арне
А́рне Фри́дрих (нем. Arne Friedrich; 29 мая 1979, Бад-Эйнхаузен, Северный Рейн-Вестфалия, ФРГ) — немецкий футболист, выступавший на позиции защитника.

## Карьера

### «Арминия»
Арне начал свою карьеру в клубе «Ферль», выступавшем в Региональной лиге. Там он был замечен менеджером билефельдской «Арминии», Херманном Герландом, который пригласил его в стан «чёрно-синих». В начале сезона 2000/01 Фридрих подписал свой первый профессиональный контракт. В новой команде Арне быстро стал постоянным игроком основного состава.

### «Герта»

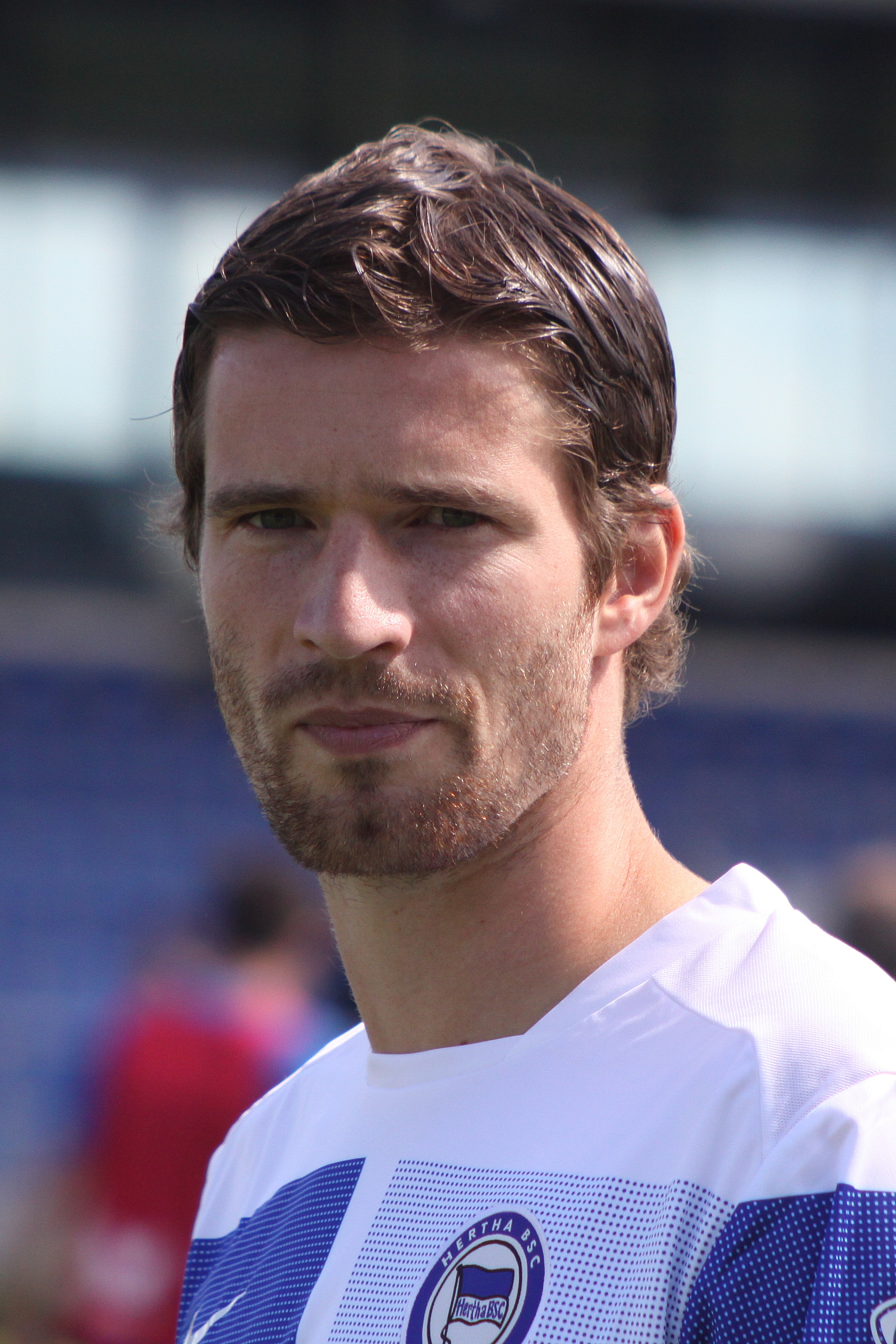
Фридрих в форме «Герты» в 2009

Летом 2002 года Фридрих принимает предложение столичной «Герты». В том же году в составе новой команды Арне становится обладателем Кубка лиги, на пути к трофею побеждая «Баварию», дортмундскую «Боруссию» и «Шальке-04».
В начале сезона 2004/05 тренер «Герты» Фалько Гёц назначает Фридриха капитаном команды. Капитанскую повязку Арне сохраняет за собой до самого ухода из команды в 2010 году. В течение восьми лет проведённых в клубе Фридрих дважды продлевает контракт, срок последнего истекал в 2012 году с возможностью продления на год. За берлинский клуб защитник провёл более 200 матчей забив 41 гол. Также Арне входит в сборную Века, по мнению болельщиков столичного клуба.

### «Вольфсбург»
2 июля 2010 года Фридрих подписывает трёхлетний контракт с «Вольфсбургом». 15 января 2011 года Арне дебютировал за новую команду в матче против «Баварии».
Карьера Фридриха омрачена травмами, поэтому 19 сентября 2011 году «Вольфсбург» разрывает контракт с защитником предоставляя ему статус свободного агента.

### «Чикаго Файр»

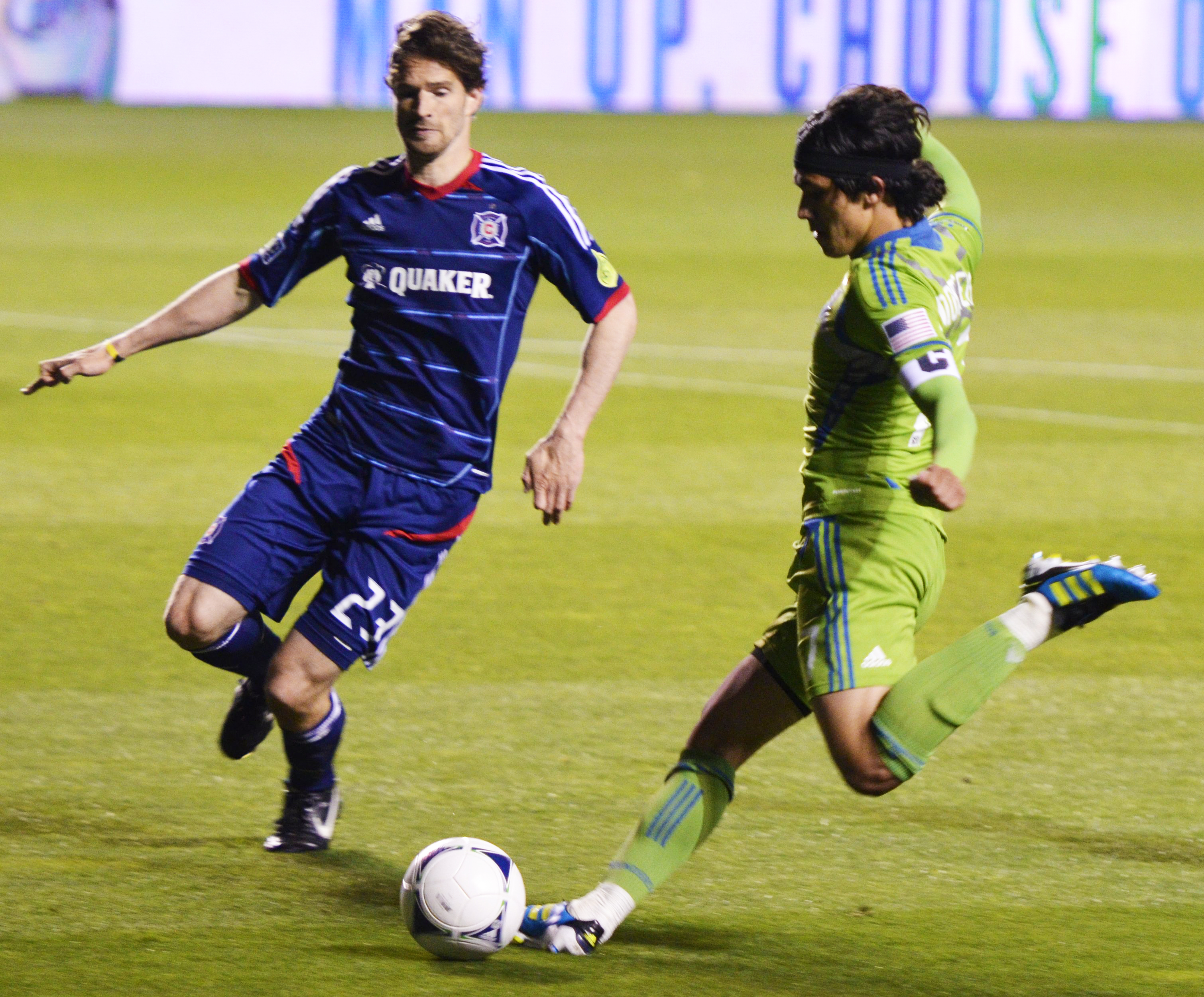
Арне Фридрих в матче против «Сиэтл Саундерс»

7 марта 2012 года Фридрих подписал контракт с американским клубом «Чикаго Файр». К сожалению, первый гол Арне в MLS был засчитан автоголом. 28 апреля 2012 года, во время домашней игры Файр против «Сиэтл Саундерс», удар нападающего попал в ногу Арне, отчего мяч изменил траекторию и влетел в створ ворот. Свой первый официальный гол в MLS Фридрих забил 12 августа 2012 года в матче против «Филадельфия Юнион» головой с углового. В конце сезона 2012 Фридрих был назван «Защитником года» клуба. «Чикаго Файр» продлил контракт с Фридрихом до конца 2013 года.
В сезоне 2013 года Фридрих не смог выступить ни в одном матче за клуб из-за затяжных травм, сначала подколенного сухожилия, затем бедра, в дополнение к усиливающейся боли от старой проблемы с грыжей межпозвоночных дисков. 23 июня 2013 года Арне объявил о расторжении контракта с «Чикаго Файр» и о завершении спортивной карьеры в связи с травмами.

## Международная карьера

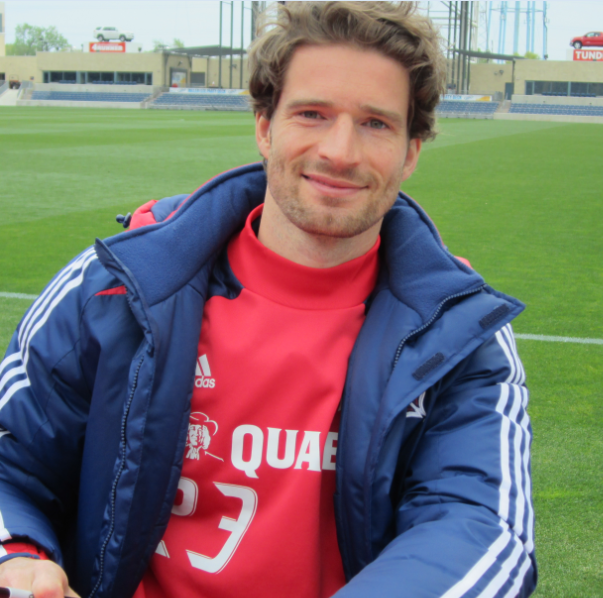
Арне Фридрих в апреле 2012 года в Чикаго

Первый матч за сборную провёл 21 августа 2002 года в Софии, когда немцы в товарищеской встрече разошлись миром с болгарами — 2:2. 21 декабря 2004 года Фридрих примерил капитанскую повязку сборной, когда его команда в товарищеском матче в Бангкоке разгромила сборную Таиланда — 5:1.
Свой самый первый гол за сборную Германии Фридрих забил в своём 77-м матче 3 июля 2010 года (четвертьфинал ЧМ 2010, Германия — Аргентина, финальный счёт 4:0).

### Голы за сборную Германии
| #   | Дата        | Место                           | Противник | Счёт | Результат | Соревнование        |
| --- | ----------- | ------------------------------- | --------- | ---- | --------- | ------------------- |
| 01. | 3 июля 2010 | Кейптаун Стэдиум, Кейптаун, ЮАР | Аргентина | 3:0  | 4:0       | Чемпионат мира 2010 |

## Достижения
«Герта»
- Обладатель Кубка немецкой лиги: 2002
- Обладатель Кубка Интертото: 2006

Сборная Германии
- Вице-чемпион чемпионата Европы: 2008
- Бронзовый призёр Чемпионата мира: 2006, 2010
- Бронзовый призёр Кубка конфедераций: 2005

## Личная жизнь
С 2001 года встречается с графическим дизайнером Линн Роденбек.